# Dague (contre-torpilleur)
Pour les articles homonymes, voir Dague (homonymie).
La Dague est l’un des douze contre-torpilleurs de classe Bouclier construits pour la marine française dans la première décennie du XXe siècle. Achevé en 1912, le navire est d’abord affecté à la 1ère Armée navale en Méditerranée. Pendant la Première Guerre mondiale, il escorte la flotte de combat lors de la bataille d'Antivari au large des côtes du Monténégro en août 1914 et escorte plusieurs convois vers le Monténégro au cours des six mois suivants. La Dague heurta une mine dans le port d’Antivari en février 1915 et coula avec la perte de 38 membres d’équipage.

## Conception
La classe Bouclier fut la première classe de contre-torpilleurs conçus selon une nouvelle doctrine pour leur utilisation. Presque deux fois plus grands que les classes précédentes et plus puissamment armés, ils ont été construits selon une spécification très générale et chaque chantier naval a été autorisé à déterminer la meilleure façon de répondre à cette spécification. La Dague et son navire-jumeau le Cimeterre ont été construits par le même chantier naval et avaient une longueur totale de 77,2 mètres, une largeur de 8,04 mètres et un tirant d'eau de 2,94 mètres. La Dague avait un déplacement un peu inférieur au Cimeterre, soit 876 tonnes à charge normale. Leur équipage se composait de 4 officiers et de 77 à 84 hommes.
Les navires étaient propulsés par une paire de turbines à vapeur Breguet, chacune entraînant un arbre d'hélice utilisant la vapeur fournie par quatre chaudières du Temple. Les moteurs ont été conçus pour produire 13500 chevaux (10100 kW), ce qui était destiné à donner aux navires une vitesse de 30 nœuds (56 km/h). Au cours de ses essais en mer, la Dague a atteint une vitesse de 32,84 nœuds (60,82 km/h). Les navires transportaient suffisamment de mazout pour leur donner une autonomie de 1200 à 1400 milles marins (2222 à 2593 km) à une vitesse de croisière de 12 à 14 nœuds (22 à 26 km/h).
L’armement principal des navires de la classe Bouclier se composait de deux canons de 100 millimètres modèle 1893 dans des affûts simples, un à l’avant et un à l’arrière des superstructures, et de quatre canons de 65 millimètres modèle 1902 répartis au milieu du navire. Ils étaient également équipés de deux affûts jumeaux pour des tubes lance-torpilles de 450 millimètres au milieu du navire, un sur chaque bord.

## Carrière
La Dague est commandée le 26 août 1908 aux Forges et chantiers de la Gironde dans le cadre du programme naval de 1908. Elle est mise sur cale en 1910 au chantier naval de la société à Lormont, près de Bordeaux, sur l’estuaire de la Gironde. Le navire a été lancé le 27 juin 1911 et a commencé ses essais en mer le 20 février 1912. La Dague est mise en service le 20 mai 1912 et est affectée à la 1ère escadrille de torpilleurs de la 1ère Armée navale en Méditerranée. Peu après le début de la Première Guerre mondiale, la flottille escorte la flotte de combat le 16 août lors de la bataille d'Antivari et le 1er septembre lors du bombardement de la base navale austro-hongroise de Cattaro, au Monténégro. Quatre jours plus tard, la flotte assure l’évacuation de Danilo, prince héritier du Monténégro, vers l’île grecque de Corfou. La flottille escorte plusieurs petits convois chargés de fournitures et d’équipement jusqu’à Antivari (aujourd’hui connue sous le nom de Bar), au Monténégro, à partir d’octobre et jusqu’à la fin de l’année, toujours couverte par les plus gros navires de l’armée navale dans des tentatives futiles d’attirer la flotte austro-hongroise dans la bataille. Au milieu de ces missions, les 1re et 6e flottilles sont dirigées par le contre-torpilleur français Dehorter alors qu’elles effectuent un balayage au sud de Cattaro dans la nuit du 10 au 11 novembre à la recherche infructueuse de destroyers austro-hongrois.
Le torpillage du cuirassé français Jean Bart le 21 décembre 1914 provoqua un changement dans la tactique française, car les cuirassés étaient trop importants pour risquer d’être exposés à une attaque sous-marine. Désormais, seuls les contre-torpilleurs escorteraient les transports, couverts par des croiseurs à une distance de 20 à 50 milles (32 à 80 km) des transports. Le premier convoi de 1915 à destination d’Antivari arriva le 11 janvier et fut suivi de deux autres au cours des semaines suivantes. Une force austro-hongroise composée d’un destroyer et de deux torpilleurs bombarde Antivari le 14 février et parvient à poser des mines dans le port. Le même jour, la Dague transporte le général Paul Pau à Athènes, en Grèce, pour des consultations avec le gouvernement grec. La Dague et son sister-ship Faulx escortent étroitement les deux transports du convoi suivant qui arrive le 23 février. Le lendemain soir, la Dague a été heurtée par une mine dérivante dans le port alors qu’elle était à l’ancre et s’est brisée en deux avec la perte de 38 membres d’équipage,,. Le navire est rayé de la liste de la marine le 25 février.
L’épave du navire est restée intacte jusqu’à ce que l’agrandissement des installations portuaires en 1973 impose son enlèvement. L’épave a été coupée en cinq morceaux et déplacée, à l’exception de la poupe. La proue a été enterrée par des constructions plus récentes, mais il est possible de plonger sur les trois sections centrales qui sont à une profondeur de seulement 18 m.